# Novačka
Novačka är en ort i Kroatien.   Den ligger i länet Koprivnica-Križevcis län, i den nordöstra delen av landet, 90 km öster om huvudstaden Zagreb. Novačka ligger 118 meter över havet och antalet invånare är 396.
Terrängen runt Novačka är mycket platt. Runt Novačka är det ganska tätbefolkat, med 116 invånare per kvadratkilometer. Närmaste större samhälle är Koprivnica, 16,9 km väster om Novačka. Omgivningarna runt Novačka är en mosaik av jordbruksmark och naturlig växtlighet.